# 奏 (曲)
「奏（かなで）」は、スキマスイッチが2004年3月10日に発売した2枚目のシングル。初回生産限定盤・通常盤の2種同時発売で、初回盤のCDはエンハンストCD仕様。

## 解説
- 1stシングル「view」から約8か月ぶりのリリース。
- このシングルから10thシングル「マリンスノウ」まで以下のスタイルが確立される。
  - 1. A面曲
  - 2. B面曲
  - 3. Instrumental曲
  - 4. A面曲のカラオケバージョン (Backing Track)
- 最高位22位ながらオリコンチャートに38週ランクイン、BillboardJAPAN hot 100 には167週ランクインを記録するロングヒットとなった[2]。

## 収録曲
- 全作詞・作曲・編曲：スキマスイッチ

1. 奏（かなで） [5:31]
  - 映画『ラフ ROUGH』挿入歌
  - フジテレビ系4夜連続ドラマ『卒うた』第3夜主題歌[9]
  - 東京海上日動あんしん生命保険「メディカルKit R スキマスイッチ 「奏(かなで)」 for 東京海上日動あんしん生命篇」CMソング[10]
    - CMでは歌詞を書き換えたオリジナルバージョンが採用された。

  - OFFICE AUGUSTA presents SHORT FILM『ボクと君』第三話ストーリーテーマソング[11]
  - 明星食品「明星 青春という名のラーメン　青春ください篇」CMソング[12]
  - 2006年に放送された『熱闘甲子園』（第88回全国高等学校野球選手権大会）の最終日エンディングテーマとしても使われた（OP曲は「スフィアの羽根」。この年は最終日を除いてEDテーマがなかった）。
  - タイトルは、大橋が「将来自分に子供が生まれたら男でも女でも『奏（かなで）』とつけよう」と決めていることを口にしたところ、そのまま採用された[13]。
  - もともとはBメロが存在したが、当時のチーフディレクターに「サビまでが長い」と言われ、Aメロからサビに繋がる構成となった[14]。
  - 当時常田が「歌うと思わせてまだ歌わない」というイントロを好んでいたため、イントロが長めとなっている。大橋曰く「当時のシンタくんの悪いところが出ている」[14]。
  - イントロはもともと別の楽曲のもの。「イントロで分かってもらえる楽曲を作らないと」というプレッシャーにより常田がイントロを作れなくなったため流用することとなった[14]。
  - この曲で『第58回NHK紅白歌合戦』に3度目の出場を果たした。
  - 2011年3月11日に発生した東北地方太平洋沖地震を受けて、スタジオで演奏した本曲の映像をYouTubeにアップした。
  - 2012年に実施された、5thアルバム『musium』までの楽曲を対象としたファン投票で1位となり、『DOUBLES BEST』に収録された。発売に合わせ、DOUBLES VersionのPVが製作された。
  - 主にカラオケで人気を博し、また様々な歌手によるカバー等も相まって歴史的なロングヒットを記録する曲となった。2023年12月5日に第一興商が発表した「通信カラオケDAM 30年間カラオケランキング（調査期間1994年4月 - 2023年11月）」では9位にランクインした[3]。
  - 2ndシングルのリリースが3月に決まっていたため、別れにフォーカスした内容となった。また、歌詞については、男性が女性を置いて出ていくというシチュエーションはよくあるため、逆に女性が出ていく内容にしたと語っている[15]。
  - この曲の大ヒットにより「スキマスイッチ＝奏（かなで）」のイメージがつき、コンサートなどでも、必ず歌わなければならないというプレッシャーから、歌いたくないと悩んだ時期もあったと語っている[16]。
  - 仮契約期間中に制作した"炎の10曲"の内の1曲。
  - 後のインタビューで、リリース当時、事務所の先輩のスガシカオに「お前ら、曲に負けてるよ」と言われたことを明かしている。自身も「僕らの力が曲に追いついていかなかったんです。」と語っている[17]。
  - MVは光が丘公園で撮影された[18]。
  - MVに登場する譜面は、サビの楽譜であり、撮影に際して常田が直筆したもの[18]。
2. 僕の話 -プロトタイプ- [4:16]
  - 1stアルバム「夏雲ノイズ」収録の「僕の話」のデモ音源にアレンジを加えたもの。
3. 蕾のテーマ <Instrumental> [3:33]
4. 奏（かなで） <Backing Track> [5:28]

## 初回特典エンハンストCD
1. 「奏（かなで）」ビデオクリップ
  - 常田がエキストラとしても参加している。
2. メイキング#1〜レコーディング編〜
3. メイキング#2〜ジャケット＆プロモーションビデオ撮影編〜

## 奏（かなで）の主な記録

### 日本レコード協会
- フル配信での100万DL認定[1]（2014年5月度）
  - 配信開始から8年4か月後のミリオン達成。
- ストリーミング認定
  - ゴールド認定[19]（2021年2月）
  - プラチナ認定[20][21]（2022年12月）
  - ダブル・プラチナ認定[22]（2025年5月）

### Billboard
- Billboard JAPANチャートストリーミング累計再生回数1億回突破[23]（2022年4月27日）
  - 2000年代にリリースされた楽曲では史上3曲目[23]。
  - 2000年代以前にリリースされた楽曲としては史上4曲目[23]。
- Billboard JAPANチャートストリーミング累計再生回数2億回突破[24]（2024年12月11日）
  - 2000年代以前にリリースされた楽曲としては史上初。
- Billboard JAPAN総合ソング・チャート“JAPAN HOT 100”チャートイン回数：167回（歴代5位、2022年4月27日現在）[23]
- Billboard JAPANストリーミング・ソング・チャートトップ300入り回数：通算232週（2022年4月27日現在）[23]

### その他
- YouTube：ミュージックビデオの再生回数1億回突破[25]（2019年4月5日発表）
- YouTube：ミュージックビデオの再生回数2億回突破（2025年8月14日）
- NexTone Award 2020 Gold Medal受賞（受賞者である著作者は大橋、常田それぞれの個人名義）[26]（2020年4月8日）

## 奏（かなで）for  一週間フレンズ。
- 配信シングルとしては「晴ときどき曇」以来5年5か月ぶり。

### 収録曲
全作詞・作曲・編曲：スキマスイッチ
1. 奏（かなで）for 一週間フレンズ。
  - 松竹映画『一週間フレンズ。』主題歌
  - ボーカルはオリジナルのまま、バックトラックを新たに取り直したもの[27]。

## 7inchアナログ盤
- 2004年にリリースした2ndシングル「奏（かなで）」のアナログ盤。
- 自身が立ち上げたアナログ専門レーベル「KU-KAN RECORDS」からの第三弾リリース作品[28]。
- 完全限定盤。
- 33回転仕様。
- 「スカーレット / トラベラーズ・ハイ」、「LINE / ハナツ」との同時リリース。
- 2020年2月 - 9月にリリースされた全25タイトルの「特典引換券」を集めて送ることで7インチ収納BOXがプレゼントされる。

### 収録曲
全作詞・作曲：スキマスイッチ

#### SIDE A
1. 奏（かなで）

#### SIDE B
1. 僕の話-プロトタイプ-

## ライブ映像作品
| 曲名         | 発売年 | 作品名                                                                                             |
| ------------ | ------ | -------------------------------------------------------------------------------------------------- |
| 奏（かなで） | 2004年 | ふれて未来を                                                                                       |
| 奏（かなで） | 2007年 | sukimaswitch official fan club DELUXE FAN CLUB EVENT Vol.1 「V.I.P.」                              |
| 奏（かなで） | 2008年 | Augusta Camp Best Collection 1999-2008                                                             |
| 奏（かなで） | 2008年 | スキマスイッチ ARENA TOUR'07 "W-ARENA"THE MOVIE                                                    |
| 奏（かなで） | 2009年 | SUKIMASWITCH TOUR'09 "DOUBLES" LIVE DVD                                                            |
| 奏（かなで） | 2010年 | Augusta Camp 2010〜Live and Documentary〜                                                          |
| 奏（かなで） | 2013年 | Augusta Camp 2012 in YOKOHAMA 〜OFFICE AUGUSTA 20TH ANNIVERSARY〜                                  |
| 奏（かなで） | 2013年 | スキマスイッチ TOUR 2012-2013“DOUBLES ALL JAPAN”THE MOVIE                                          |
| 奏（かなで） | 2014年 | スキマスイッチ 10th Anniversary Arena Tour 2013 “POPMAN'S WORLD”THE MOVIE                          |
| 奏（かなで） | 2014年 | Sukimaswitch in Augusta Camp 2013                                                                  |
| 奏（かなで） | 2014年 | スキマスイッチ 10th Anniversary “Symphonic Sound of SukimaSwitch” THE MOVIE                        |
| 奏（かなで） | 2015年 | スキマスイッチ TOUR 2015 “SUKIMASWITCH”-SPECIAL-THE MOVIE                                          |
| 奏（かなで） | 2015年 | sukimaswitch official fan club DELUXE FAN CLUB EVENT TOUR 「V.I.P. Vol.3」                         |
| 奏（かなで） | 2017年 | SUKIMASWITCH TOUR 2017 “re:Action”THE MOVIE for DELUXE                                             |
| 奏（かなで） | 2018年 | 35th Anniversary スタ☆レビ大宴会 〜6時間大コラボレーションライブ〜                                 |
| 奏（かなで） | 2018年 | 「Augusta Camp 2017」ライブ映像集                                                                  |
| 奏（かなで） | 2019年 | Augusta Camp 2018                                                                                  |
| 奏（かなで） | 2019年 | SUKIMASWITCH 15th Anniversary Special at YOKOHAMA ARENA 〜Reversible〜 THE MOVIE                   |
| 奏（かなで） | 2020年 | スキマスイッチ TOUR 2019-2020 POPMAN'S CARNIVAL vol.2 THE MOVIE                                    |
| 奏（かなで） | 2020年 | Streaming LIVE "a la carte 2020" 〜実際にやってみた!〜 THE MOVIE                                   |
| 奏（かなで） | 2021年 | スキマスイッチ TOUR 2020-2021 Smoothie THE MOVIE                                                   |
| 奏（かなで） | 2022年 | スキマスイッチ “Soundtrack” THE MOVIE                                                              |
| 奏（かなで） | 2022年 | スキマスイッチ 2004ファーストツアー “夏雲ノタビ” 〜日本公演〜 THE MOVIE                            |
| 奏（かなで） | 2022年 | スキマスイッチ TOUR '05 “全国少年” THE MOVIE                                                       |
| 奏（かなで） | 2023年 | スキマスイッチ TOUR 2022 “café au lait” THE MOVIE                                                  |
| 奏（かなで） | 2023年 | 「スキマスイッチ “Live Full Course 2022” 〜 20年分のライブヒストリー 〜」（2022.12.22 日本武道館） |
| 奏（かなで） | 2023年 | DELUXE FAN CLUB EVENT TOUR V.I.P. Vol.4                                                            |
| 奏（かなで） | 2024年 | スキマスイッチ 20th Anniversary "POPMAN'S WORLD 2023 Premium" THE MOVIE 〜HOBO KANZENBAN〜         |
| 奏（かなで） | 2024年 | A museMentally Blu-ray                                                                             |
| 奏（かなで） | 2024年 | Augusta Camp 2023 〜SUKIMASWITCH 20th Anniversary〜                                                |
| 奏（かなで） | 2025年 | スキマフェス                                                                                       |
| 奏（かなで） | 2025年 | スキマスイッチ TOUR 2024-2025 “A museMentally” THE MOVIE                                           |
| 僕の話       | -      | →「 僕の話#ライブ映像作品 」を参照                                                                 |
| 蕾のテーマ   | -      | -                                                                                                  |

## 収録アルバム
| 曲名         | 発売年 | 作品名                                                                 | 分類             |
| ------------ | ------ | ---------------------------------------------------------------------- | ---------------- |
| 奏（かなで） | 2004年 | 夏雲ノイズ                                                             | オリジナル       |
| 奏（かなで） | 2007年 | グレイテスト・ヒッツ                                                   | ベスト           |
| 奏（かなで） | 2008年 | スキマスイッチ ARENA TOUR'07 "W-ARENA"                                 | ライブ           |
| 奏（かなで） | 2012年 | DOUBLES BEST                                                           | ベスト           |
| 奏（かなで） | 2013年 | POPMAN'S WORLD〜All Time Best 2003-2013〜                              | ライブ           |
| 奏（かなで） | 2013年 | スキマスイッチ TOUR 2012-2013“DOUBLES ALL JAPAN”                       | ライブ           |
| 奏（かなで） | 2014年 | スキマスイッチ 10th Anniversary Arena Tour 2013 “POPMAN'S WORLD”       | ライブ           |
| 奏（かなで） | 2014年 | スキマスイッチ 10th Anniversary “Symphonic Sound of SukimaSwitch”      | ライブ           |
| 奏（かなで） | 2017年 | 奏（かなで）for 一週間フレンズ。                                       | 配信シングル     |
| 奏（かなで） | 2017年 | re:Action                                                              | コンセプト       |
| 奏（かなで） | 2018年 | スキマノハナタバ 〜Love Song Selection〜                               | コンセプト       |
| 奏（かなで） | 2018年 | SUKIMASWITCH TOUR 2018 "ALGOrhythm"                                    | ライブ           |
| 奏（かなで） | 2019年 | SUKIMASWITCH 15th Anniversary Special at YOKOHAMA ARENA 〜Reversible〜 | ライブ           |
| 奏（かなで） | 2021年 | スキマスイッチ TOUR 2020-2021 Smoothie                                 | ライブ           |
| 奏（かなで） | 2023年 | POPMAN'S WORLD -Second-                                                | ベスト           |
| 奏（かなで） | 2024年 | Anniversary EP                                                         | 配信・コンセプト |
| 奏（かなで） | 2024年 | スキマスイッチ 20th Anniversary "POPMAN'S WORLD 2023 Premium"          | ライブ           |
| 僕の話       | -      | →「 僕の話#収録アルバム 」を参照                                       | -                |
| 蕾のテーマ   | 2016年 | POPMAN'S ANOTHER WORLD                                                 | ベスト           |

## カバー
| 歌手                                   | リリース                     | 収録された作品                                                                 | 備考                                                                    |
| -------------------------------------- | ---------------------------- | ------------------------------------------------------------------------------ | ----------------------------------------------------------------------- |
| 島谷ひとみ                             | 2007年12月5日                | カバーアルバム『男歌〜cover song collection〜』                                |                                                                         |
| 美吉田月                               | 2008年1月16日                | カバーアルバム『pure flavor #2〜key of love〜』                                |                                                                         |
| Naomile                                | 2009年1月14日                | カバーアルバム『SWEETS HOUSE CANDY』                                           |                                                                         |
| 蘭華                                   | 2009年11月17日               | アルバム『SWEETS! MACARON POP featuring Ranka』                                | 編曲：綾部健三郎                                                        |
| スライ&ロビー                          | 2010年3月24日                | カバーアルバム『J Lovers』                                                     | 英訳詞でカバー、レゲエ調のアレンジとなっている                          |
| 髙橋真梨子                             | 2010年5月12日                | カバーアルバム『No Reason 2 〜もっとオトコゴコロ〜』                           |                                                                         |
| COUNTER RESET                          | 2010年10月12日               | カバーアルバム『PUNK EATS J-POP』                                              |                                                                         |
| FIRE DOG 69                            | 2011年4月6日                 | カバーアルバム『TV HITS J-POP PUNK - COVERS』                                  |                                                                         |
| fumika                                 | 2011年6月8日                 | シングル「アオイトリ」                                                         |                                                                         |
| Sayaka Hasuki                          | 2012年1月25日                | オムニバスアルバム 『J-POP COVER DRIVIN' Vol.3 mixed by DJ HIROKI』            |                                                                         |
| BENI                                   | 2012年3月21日                | カバーアルバム『COVERS』                                                       | 英語詞でカバー                                                          |
| John-Hoon                              | 2012年10月31日               | カバーアルバム『VOICE 2』                                                      |                                                                         |
| 菅原紗由理                             | 2012年11月14日               | アルバム『Open The Gate』                                                      |                                                                         |
| JOY                                    | 2013年1月16日                | カバーアルバム『JOY COVERS』                                                   |                                                                         |
| 畑田紗李                               | 2013年2月13日                | 配信シングル「奏（かなで）」                                                   |                                                                         |
| LOVERS ROCREW                          | 2013年2月27日                | カバーアルバム『LOVERS POP "Swear"』                                           |                                                                         |
| ケラケラ                               | 2013年5月15日                | シングル「スターラブレイション」                                               |                                                                         |
| Ms.OOJA                                | 2013年11月6日                | カバーアルバム『MAN -Love Song Covers 2-』                                     |                                                                         |
| 青木隆治                               | 2013年12月18日               | カバーアルバム『VOICE 200X』                                                   |                                                                         |
| 藤宮香織（雨宮天）                     | 2014年5月21日                | シングル「奏（かなで）」                                                       | テレビアニメ『一週間フレンズ。』エンディングテーマ                      |
| 長谷祐樹（山谷祥生）                   | 2014年5月21日                | シングル「奏（かなで）」                                                       |                                                                         |
| シェネル                               | 2014年6月4日                 | カバーアルバム『ラブ・ソングス2』                                              | 英訳詞でカバー                                                          |
| クリス・ハート                         | 2014年6月25日                | カバーアルバム『Heart Song II』                                                | [ 注釈 23 ]                                                             |
| たま&やっぴ〜                          | 2014年8月13日                | アルバム『笑顔のレシピ』                                                       |                                                                         |
| marasy                                 | 2014年12月17日               | アルバム『marasy piano world (Different Edition) 』                            | ピアノのみのインストアレンジ                                            |
| Noa                                    | 2015年10月14日               | カバーアルバム『愛がなければ』                                                 |                                                                         |
| 朝倉さや                               | 2016年1月20日                | シングル「おかえり-manzumamake-」                                              |                                                                         |
| 木山裕策                               | 2016年3月2日                 | カバーアルバム『F 守りたい君へ』                                               |                                                                         |
| 加治ひとみ                             | 2016年3月9日                 | 配信シングル「奏（かなで）」                                                   |                                                                         |
| 速水奏（飯田友子）                     | 2016年6月29日                | アルバム 『THE IDOLM@STER CINDERELLA MASTER Cool jewelries! 003』              |                                                                         |
| 山崎育三郎                             | 2016年8月24日                | カバーアルバム『1936 〜your songs〜』                                          | [ 30 ]                                                                  |
| 豊永利行                               | 2017年3月1日                 | アコースティックカバーアルバム『T's』                                          |                                                                         |
| 丸本莉子                               | 2018年2月28日                | カバーアルバム『COVER SONGS』                                                  |                                                                         |
| 佐香智久                               | 2018年3月21日                | カバーミニアルバム『キミの耳にラブソングを』                                   |                                                                         |
| 島津亜矢                               | 2018年10月17日               | カバーアルバム『SINGER 5』                                                     |                                                                         |
| 高木さん（高橋李依）                   | 2019年9月25日                | アルバム『からかい上手の高木さん2 Cover Song Collection』                      | テレビアニメ『からかい上手の高木さん2』エンディングテーマ               |
| Pastel*Palettes ［丸山彩（前島亜美）］ | 2019年12月18日               | カバーアルバム『バンドリ！ ガールズバンドパーティ！ カバーコレクション Vol.3』 | 2018年12月24日にアプリゲーム『バンドリ! ガールズバンドパーティ!』に収録 |
| JUJU                                   | 2020年9月30日 2020年10月21日 | シングル「奏（かなで） / LA･LA･LA LOVE SONG」 カバーアルバム『俺のRequest』    |                                                                         |
| 阿部真央                               | 2021年1月20日                | カバーアルバム『MY INNER CHILD MUSEUM』                                        |                                                                         |
| 広瀬香美                               | 2021年1月27日                | コンセプトアルバム『歌ってみた 歌われてみた』                                  | [ 31 ]                                                                  |
| カグラナナ×しぐれうい                  | 2021年3月24日                | VTuber・VArtistコンピレーションアルバム『SPOTLIGHT vol.1』                     | [ 32 ]                                                                  |
| HAN-KUN                                | 2021年11月3日                | カバーアルバム『Musical Ambassador2 〜Juke Box Man〜』                         |                                                                         |
| 燐舞曲                                 | 2022年8月29日                | アプリゲーム『D4DJ Groovy Mix』                                                | [ 33 ]                                                                  |
| Uru                                    | 2023年2月1日                 | アルバム『コントラスト』                                                       | 初回限定盤［カバー盤］Disc2に収録                                       |
| Uru                                    | 2024年5月29日                | トリビュート・アルバム『みんなのスキマスイッチ』                               | [ 35 ]                                                                  |
| 竹渕慶                                 | 2025年4月30日                | カバーアルバム『この歌をあなたに』                                             | [ 36 ]                                                                  |